# 内田村 (千葉県)
内田村（うちだむら）は、かつて千葉県市原郡に存在し、昭和の大合併により廃止された町。現在の市原市中部（南総地区）に所在していた。

## 地理
市原郡（郡域はほぼ現在の市原市と重なる）の中部に位置する村であった。1916年（大正5年）時点では、北は養老村と、東は長生郡の水上村・豊栄村と、南は平三村・富山村・鶴舞町と、西は明治村（のちの牛久町）と接していた。
1916年（大正5年）に編纂された『千葉県市原郡誌』によれば、宿（しゅく）・石川（いしかわ）・米沢（よねざわ）・真ケ谷（しんがや）・安久谷（あくや）・原田（はらだ）・江子田（えごた）・奥野（おくの）・堀越（ほりこし）・島田（しまだ）・市場（いちば）・水沢（みずさわ）の12区（いずれも町村制以前の旧村＝大字）からなっていた。これらの12個の大字は、現在の市原市の大字として存続している。

## 歴史

### 町村制施行以後の行政区画変遷年表
- 1889年（明治22年）4月1日 - 町村制施行に伴い、石川村・米沢村・真ヶ谷村・安久谷村・原田村・江子田村・奥野村・堀越村・宿村・島田村・市場村・水沢村が合併し市原郡内田村が発足。
- 1954年（昭和29年）11月15日 - 戸田村、平三村、鶴舞町、牛久町と合併し南総町となり消滅。
- 1967年（昭和42年）10月1日 - 南総町と加茂村が市原市へ編入。南総町は消滅。